# Bjambyn Rintschen

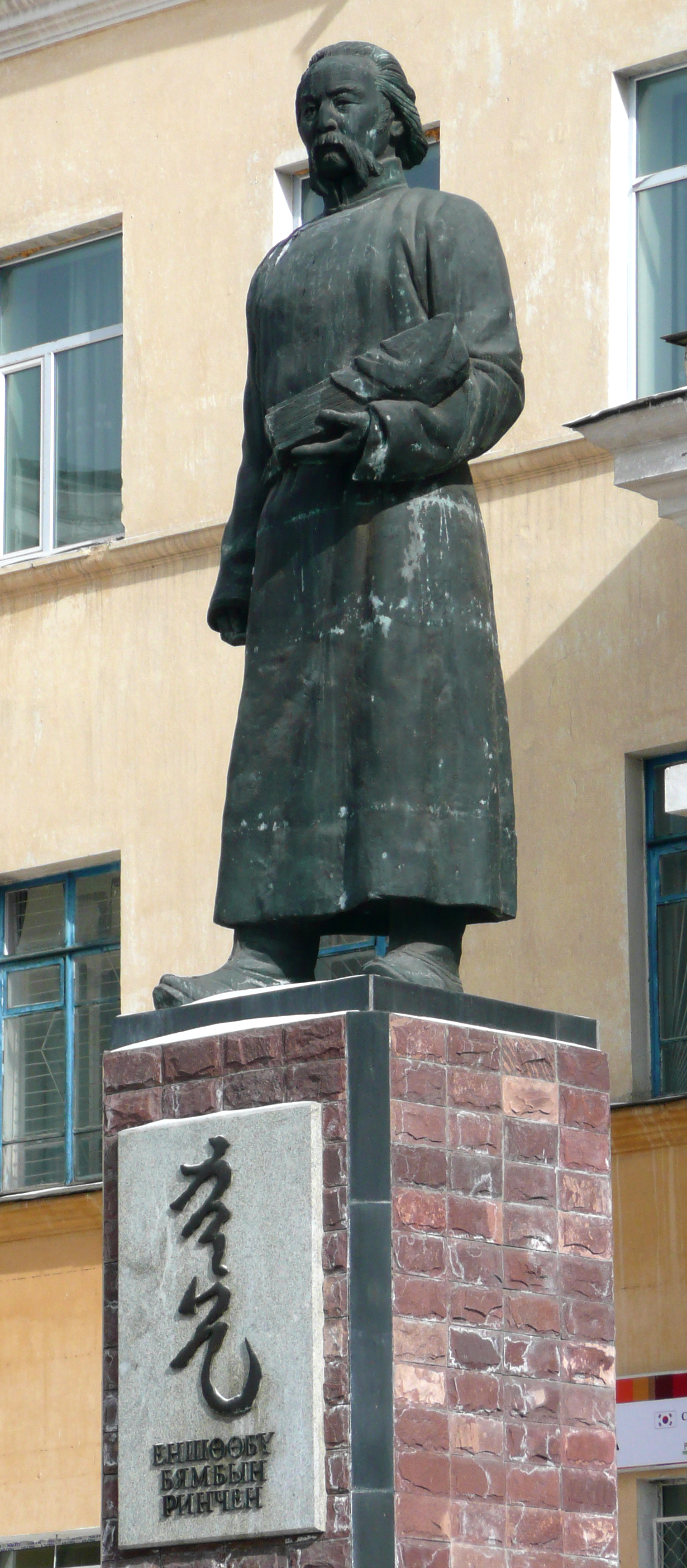
Statue Bjambyn Rintschens in Ulaanbaatar vor der dortigen Bibliothek

Bjambyn Rintschen (mongolisch Бямбын Ринчен; * 21. November 1905; † 4. April 1977) war ein mongolischer Schriftsteller.

## Leben
Rintschen wurde als Sohn eines Angestellten in der Nähe der mongolisch-russischen Grenzstadt Kjachta geboren. Er besuchte eine Mittelschule und war bereits in jungen Jahren als Hilfsschreiber im Staatsdienst tätig. Zeitweilig Dolmetscher für Süchbaatar, studierte Rintschen von 1924 bis 1927 am Institut für Orientalistik in Leningrad. Er gehörte zu den Gründungsmitgliedern des Schriftstellerzirkels (1929) und war bis 1937 am Wissenschaftskomitee und als Redakteur tätig. Im Zuge der stalinistischen Säuberungen in der Mongolei wurde Rintschen verhaftet und bis 1942 für fünf Jahre unschuldig inhaftiert. Danach wieder als Redakteur arbeitend, promovierte er 1956 in Budapest. Im selben Jahr wurde er Professor an der Nationaluniversität der Mongolei, wo er zum Sektionsdirektor für Sprachwissenschaften berufen wurde. 1961 Gründungsmitglied der Akademie der Wissenschaften, war Rintschen zugleich Direktor des Staatsverlages.

## Werk
Der führende Sprachwissenschaftler verfasste u. a. eine „Vollständige Grammatik der mongolischen Sprache“ (1964), daneben aber auch literaturwissenschaftliche Werke, so über die Heldenepen, und Arbeiten zur Folklore und Ethnographie (z. B. „Lamaistische Tanzmasken“, dt. 1967). Bedeutend sind seine zahlreichen Übersetzungen von Werken der Weltliteratur (u. a. Puschkin, Gogol, Tschechow, Maupassant, Gorki, Majakowski, Scholochow, Hikmet).
Einige frühe Gedichte Rintschens erschienen bereits in der ersten Anthologie des eben gegründeten Schriftstellerzirkels (1929), bekannt wurde er aber erst durch das Drehbuch zum äußerst erfolgreichen Historienfilm „Tsogt Taidsch“ (1944). Hier klingt bereits das Hauptthema seines schriftstellerischen Werkes an – der Freiheitskampf des mongolischen Volkes in unterschiedlichen historischen Epochen.
Rintschens wichtigstes literarisches Werk ist die Romantrilogie „Strahlen der Morgenröte“ (1951/55), die anhand bewegender individueller Schicksale ein lebendiges Bild von den Veränderungen in der mongolischen Gesellschaft vom Ende des 19. Jahrhunderts bis in die Jahre nach der Revolution von 1921 zeichnet. In diesem ersten Roman der modernen mongolischen Literatur gelingt es dem Autor, künstlerisch-stilistische Traditionen der alten mongolischen Prosa (Injannasi) mit denen des chinesischen und vor allem des europäischen Romans zu verknüpfen.
Neben den historischen Romanen „Dsaan Dsaluudai“ (1964/66), „Der große Nomadenzug“ (1972), „Gouverneur Sandoo“ (1973) sowie Gedichten fanden Rintschens Erzählungen „Der verräterische Brief“ (1957, dt. 1976), „Die Fürstin Anu“ (1959), „Die Prinzessin“ (1962) u. a. große Anerkennung. Rintschens beste Werke zeichnen sich durch koloritreiche Sprache und einen geschliffenen, mit Archaismen angereicherten Stil aus, was ihm seinerzeit von offizieller Seite auch Kritik als „Nationalist“ einbrachte.
Rintschen zählt neben Tsendiin Damdinsüren und Donrowyn Namdag zu den „drei großen Alten“ der mongolischen Literatur.

## Übersetzungen
- in: Erkundungen. 20 mongolische Erzählungen, (Ost-)Berlin 1976
- W. Forman/B. Rintschen, Lamaistische Tanzmasken. Der Erlig-Tsam in der Mongolei, Leipzig 1967